# Киргизстан
Киргизста́н (кирг. Кыргызстан, латиніз. Kyrgyzstan [qɯrʁɯzˈstɑn], рос. Кыргызстан), офіційна назва — Кирги́зька Респу́бліка (кирг. Кыргыз Республикасы, латиніз. Kyrgyz Respublikasy; рос. Кыргызская Республика) — держава в Центральній Азії. Межує на півночі з Казахстаном, на заході — з Узбекистаном, на півдні — Таджикистаном, на сході — з Китаєм. Столиця і найбільше місто — Бішкек.
Історія території Киргизстану налічує понад 2000 років, охоплюючи найрізноманітніші культури та імперії. Незважаючи на географічну ізольованість через високогірну місцевість (власне, це й допомогло країні зберегти свою древню культуру), Киргизстан історично перебував на перехресті кількох великих цивілізацій як частина Великого шовкового шляху та інших комерційних і культурних маршрутів. Киргизстанська територія здавна населялася незалежними племенами і кланами, проте Киргизстан періодично потрапляв під іноземне панування і досяг суверенітету як національна держава тільки після розпаду Радянського Союзу в 1991 р.
З моменту здобуття незалежності Киргизстан був офіційно унітарною парламентською республікою, хоча, як і раніше, пережив етнічні конфлікти, бунти, економічні проблеми, перехідні уряди та політичні партійні скандали.
Етнічні киргизи становлять більшість у країні з 5,7 млн осіб, національні меншини складаються з узбеків і росіян. Державна мова, киргизька, тісно пов'язана з іншими тюркськими мовами, російська має офіційний статус. Більшість населення (64 %) — мусульмани. На додаток до своїх тюркських витоків, киргизька культура несе елементи перського, монгольського і російського впливу.

## Географія

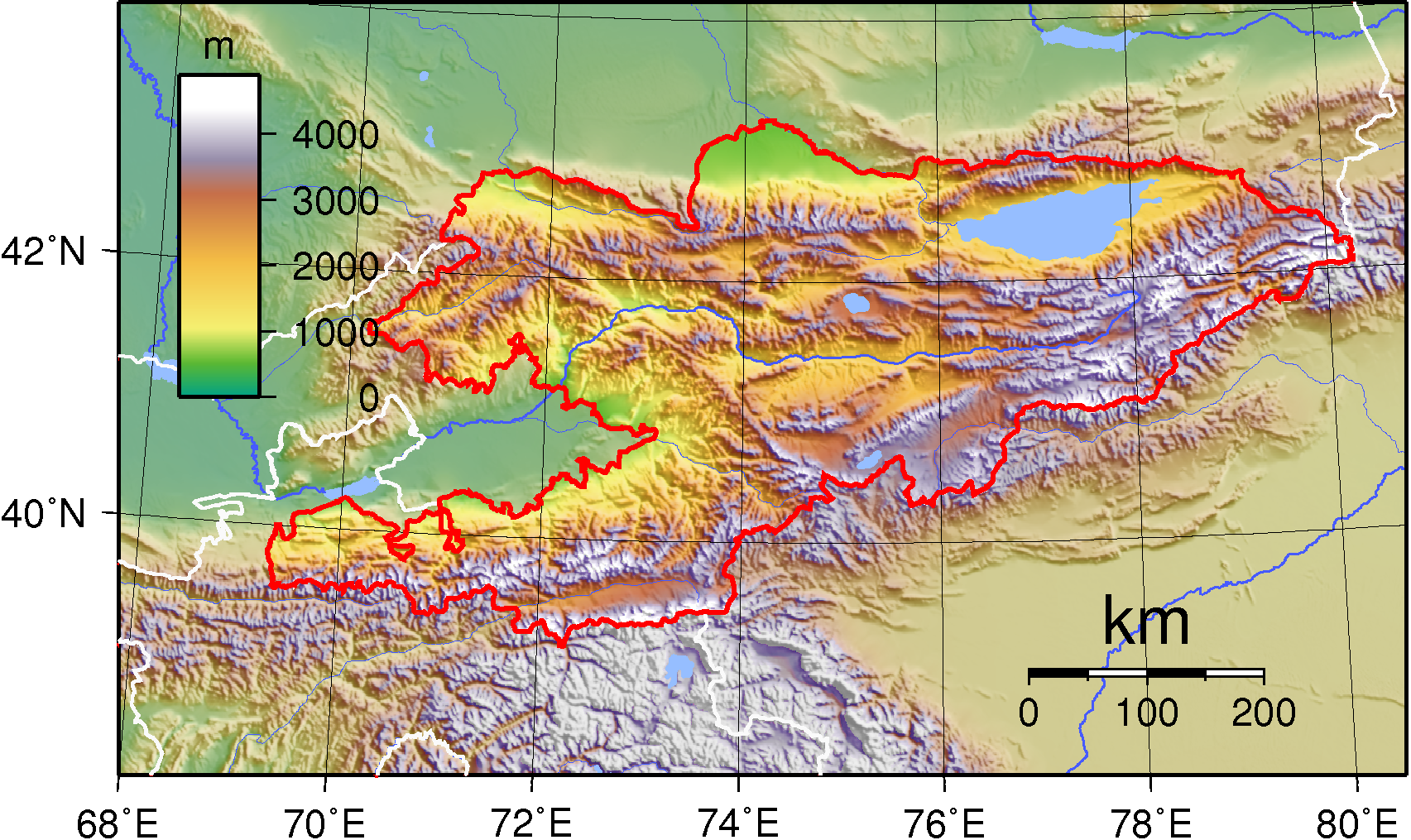
Киргизстан

Вся територія республіки лежить вище 500 м над рівнем моря; понад половина її розташована на висотах від 1000 до 3000 м і третина — на висотах від 3 000 до 4 000 м. Понад ¾ території Киргизстану займають гори (найвища вершина країни — пік Перемоги, 7 439 м) і простягаються паралельними пасмами в широтному напрямі. На сході головні хребти Тянь-Шаню зближуються в районі Меридіонального хребта, створюючи могутній гірський вузол. Територія Киргизстану розташована в межах двох гірських систем. Північно-східна її частина (велика) лежить в межах Тянь-Шаню, південно-західна — Паміро-Алая. Кордони Киргизстану проходять на великому проміжку гребенями високих гірських хребтів і лише на півночі та південному заході — підніжжями гір й передгірним рівнинам (Чуйська долина, околиці Ферганської долини).

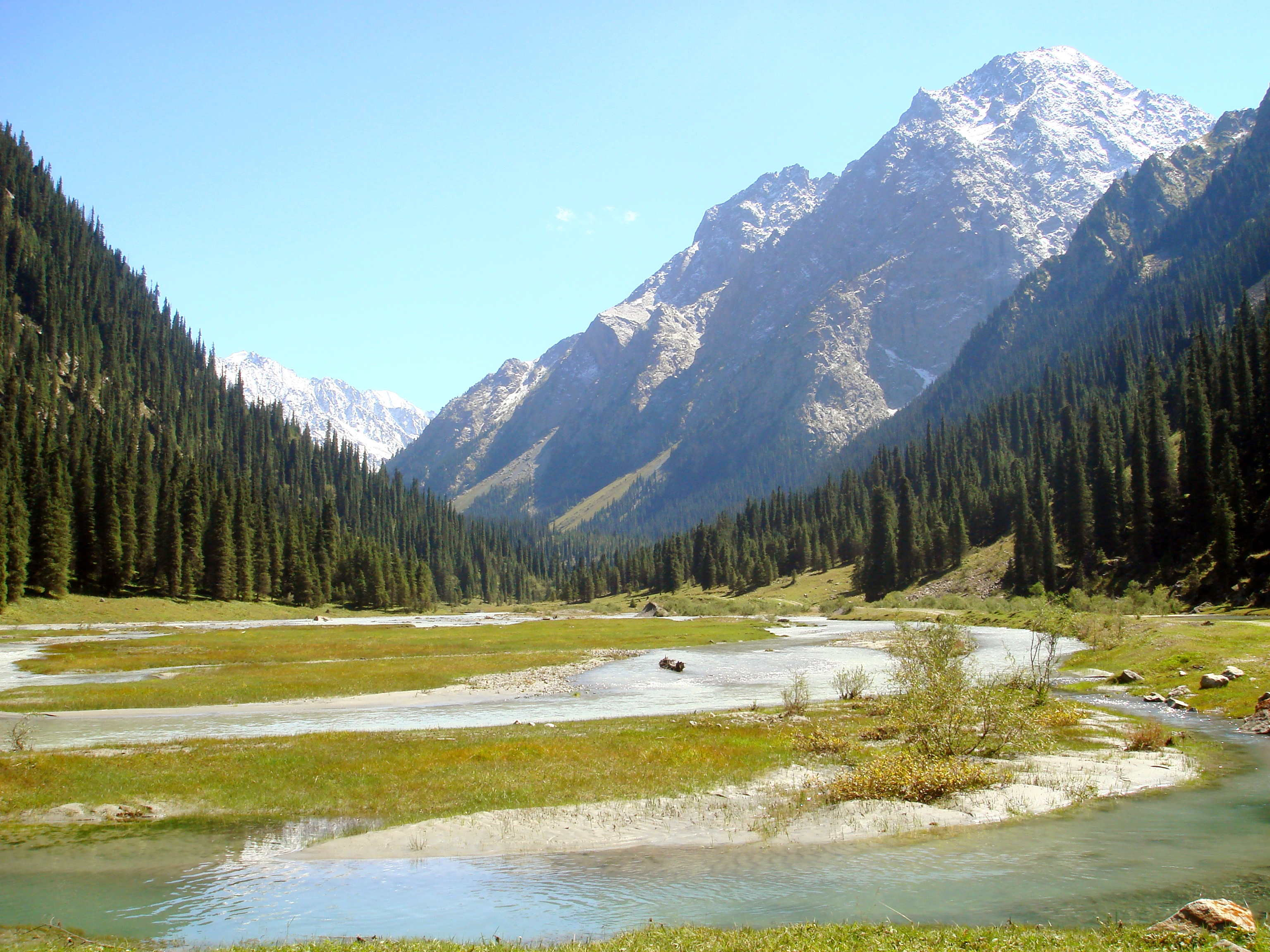
Тянь-Шань

Тут (на межі з Китаєм) піднімається пік Перемоги (7439 м). Найважливіші орографічні елементи:
- масив Акшийрак
- хребет Кокшалтоо (найвища точка — пік Данкова, 5 982 м)
- хребет Терскей Ала-Тоо
- хребет Кунгей-Алатоо
- Киргизький хребет
- Ферганський хребет

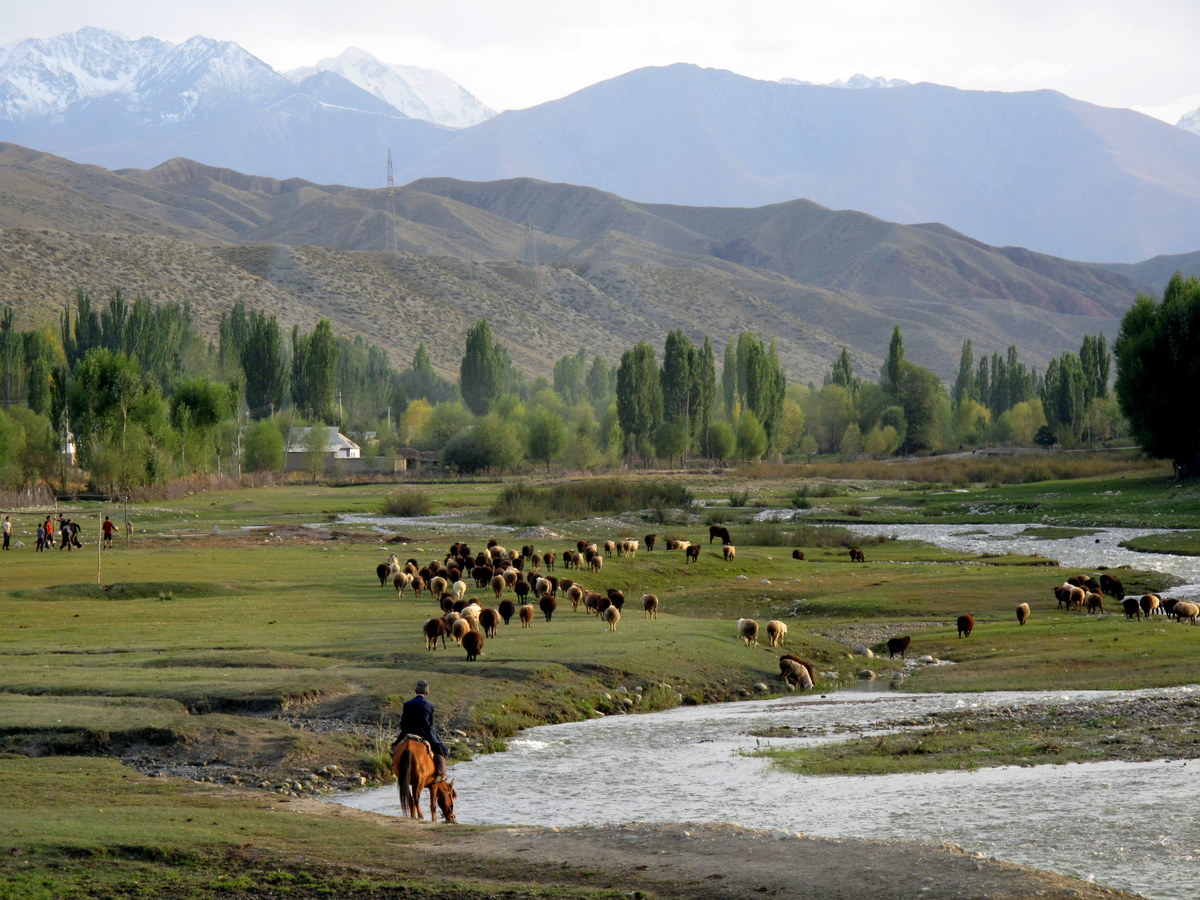
Іссик-Кульська область

На крайньому північному сході знаходиться одна з основних визначних пам'яток Киргизстану — гірське озеро Іссик-Куль, на березі якого розташовані численні будинки відпочинку і туристичні бази. Озеро розташоване в Іссик-Кульськой улоговині, між хребтами Терськей-Алатоо (з півдня) і Кунгей-Алатоо (з півночі).
Західна частина Киргизстану розташована в межах Західного Тянь-Шаня. Його найважливіші орографічні елементи:
- Таласька долина
- хребет Таласький Алатоо
- Чаткальський хребет.
- Хребет Сарума.

На південному-заході до Киргизстану входять північна, східна і південна околиці Ферганської низовини з передгір'ями. Сама ж Ферганська долина належить Узбекистану.
Тут, неподалік Таджицького моря, на рівні 400 м над рівнем моря знаходиться найнижча місцевість держави.
На півдні до Киргизстану відносяться північний схил Туркестанського хребта, Алайський хребет, Алайська долина і північний схил Заалайського хребта (пік Леніна, 7134 м), що становить північну околицю Паміра.
Географічно Киргизстан чітко поділений на дві частини — південь і північ. Відособлені один від одного, розділені непереборними гірськими хребтами, ці регіони традиційно протистоять один одному. Північні і південні регіони сполучені лише високогірною автомагістраллю Бішкек — Ош.
Див. також: Природа Киргизстану, Геологія Киргизстану, Гідрогеологія Киргизстану, Сейсмічність Киргизстану.

## Історія

### Давній період

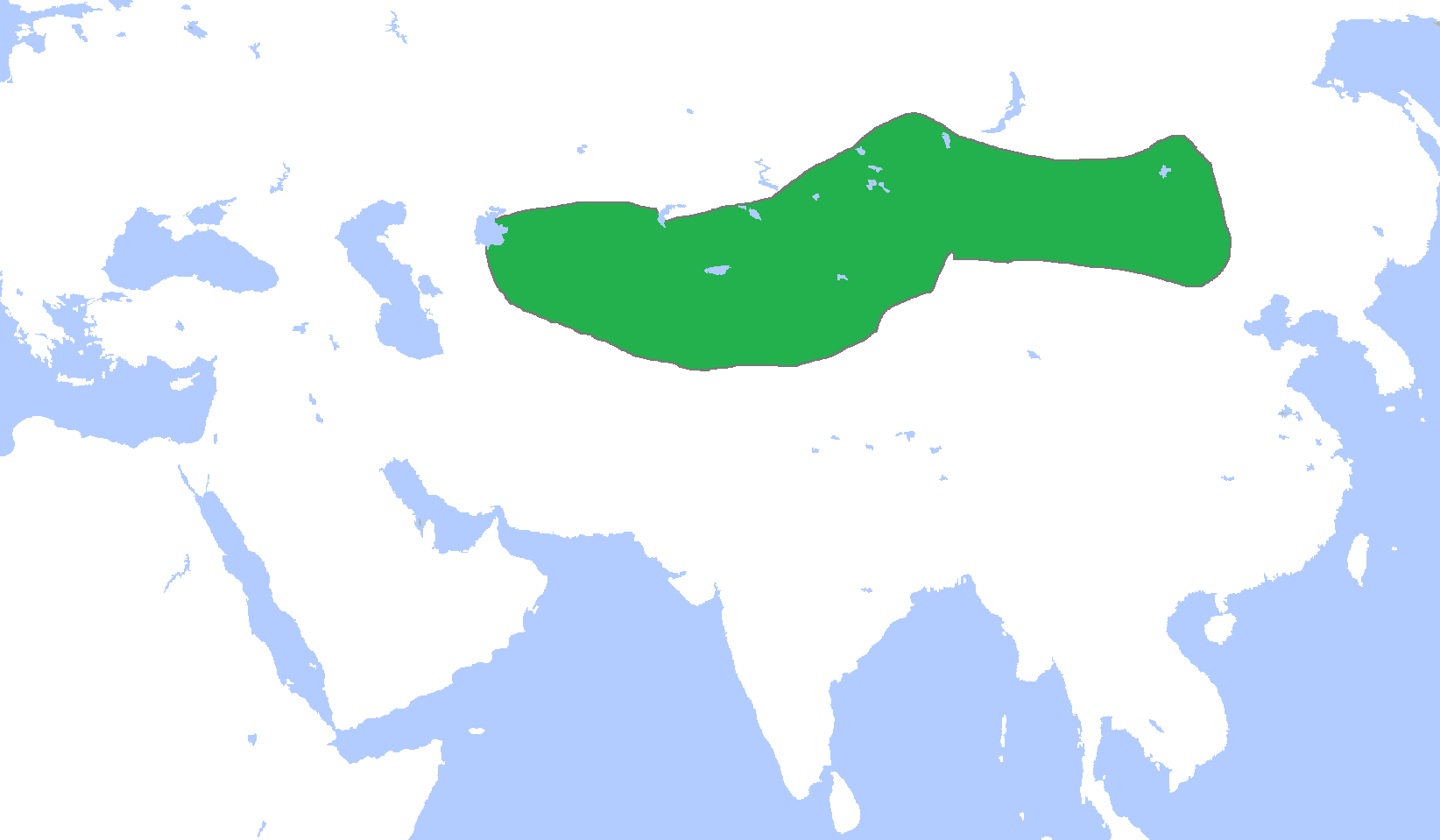
Тюркський каганат

Перші сліди людської діяльності на території Киргизстану зустрічаються ще в добу нижнього (раннього) палеоліту. Пам'ятником цього часу є кам'яне знаряддя, знайдене О. П. Окладниковим у 1953 році в Центральному Тянь-Шаню на лівому березі річки Он-Арча. Техніка обробки дозволяє датувати його як виготовлене 300 тисяч років тому. Аналогічне знаряддя знайдено в Ходжа Бакирган-Сае на півдні Киргизстану.
Скотарські народи Центральної Азії середини І тисячоліття до н. е. у джерелах називались «саками». Це були войовничі племена, які відігравали активну роль у політичних подіях Центральної Азії того періоду.
У III столітті до н. е на території Центральної Азії панувала імперія гунів. 201 року до н. е. Моде (Маодунь) підпорядкував володіння Гегунь (Киргиз), яке тоді знаходилось у Східному Тянь-Шаню. Його правління стало важливою віхою в історії киргизького народу — саме тоді у китайському літописі було вперше вжито етнонім «киргиз».
У середині VI століття на Алтаї утворився Тюркський каганат (551—744 рр.), однак у 603 році відбувся його офіційний поділ на Східний та Західний. Західнотюркський каганат (603—704 рр.) займав величезну територію від Східного Туркестану, передгір'їв Тянь-Шаню та Семиріччя до Північного Кавказу. Адміністративно-політичним та головним торговельним центром було місто Суяб (руїни Ак-Бешим поблизу м. Токмак).
У VIII столітті у Південному Сибіру почала набирати силу держава єнісейських киргизів. Киргизи розгромили уйгурів у війні (820—841 рр.), що дозволило утворити Великий Киргизький каганат.

### Середні віки
З утворення Караханидського каганату (Х — початок XIII ст.) на території Киргизстану почала розповсюджуватись ісламська культура, що призвело до підйому міської культури, писемності, літератури та історії.
Із завоюванням Чингісханом Центральної Азії утворюється улус Чагатая. За ним слідували держави Хайду та Моголістан. У період існування Моголістана на історичну арену вийшли киргизи, яких моголістанський історик Мухаммед Хадар назвав «дикими левами Моголістану».
У другій половині XV–XVI ст. киргизи остаточно набули свого сучасного етнічного вигляду та, в основному, займали території Тянь-Шаню і Паміро-Алаю.
Починаючи з середини XVII, до середини XVIII століття киргизи відстоювали свою незалежність від наступу Джунгарського ханства.

### XIX століття
Наприкінці XVIII та початку XIX ст. північнокиргизькі племена почали встановлювати контакти з Росією. 1855 року плем'я бугу прийняло російське підданство, 1868 року північна частина Киргизстану приєдналась до Російської імперії, а південна була завойована після придушення антикокандського повстання 1876 р. Перший антиколоніальний виступ народів Середньої Азії стався у Ферганській долині в 1898 р., у м. Андижані. Колоніальна політика царизму призвела до повстання 1916 р, яке завершилось трагедією.

### XX та XXI століття
Частина Туркестанської республіки 1917—1924; автономна республіка з 1924 і союзна республіка СРСР із 1936. Етнічні безладдя почалися в столиці в 1990, президент Акаєв не підтримав антигорбачовський путч у 1991, розпустив Комуністичну партію; республіка приєдналася до СНД у 1991; незалежність визнана США в 1992, ввійшла в НБСЄ, стала членом ООН у 1992.
У 2005 році Киргизстан став однією з держав на території колишнього СРСР, в якому відбулася «Тюльпанова революція». Унаслідок масових протестів, спровокованих звинуваченнями на адресу влади в підтасовуванні результатів парламентських виборів, киргизький президент Аскар Акаєв був змушений піти у відставку. На чолі держави він стояв з часів проголошення незалежності. Держава перебуває в зоні інтересів як Росії, так і США. Обидві держави на території Киргизстану мають свої військові авіабази.
Наприкінці 2001 року з метою підтримки антитерористичної операції в Афганістані США розмістили авіабазу на території міжнародного аеропорту Манас неподалік від Бішкека. Однак у жовтні 2008 президент Киргизстану Курманбек Бакієв, який змінив після «Тюльпанової революції» Акаєва, оголосив про рішення закрити авіабазу, прийнявши пакет російських інвестицій. Через кілька тижнів Киргизстан запропонував Росії відкрити військову базу на киргизькій території в районі міста Кант, тим самим підсиливши вплив Москви в регіоні.
З часом киргизький президент Курманбек Бакієв тиснув на опозицію, яка мобілізувалась і шляхом масових демонстрацій скинула президента. Курманбек Бакієв полишив територію Киргизстану і полетів у Білорусь, яка надала йому притулок, не зрікшись свого президентства. Функції тимчасового уряду виконує новий уряд на чолі з Розою Отумбаєвою. 11 червня 2010 року в країні почалася міжетнічна криза між узбеками та киргизами.
15 жовтня 2017 року у Киргизстані обирають президента країни. Чинний Президент республіки Алмазбек Атамбаєв не бере участі в виборах, оскільки Конституція Киргизстану встановлює єдиний шестирічний термін для Глави держави.
6 жовтня 2020 року будівлю, де працюють президент і парламент Киргизстану, захопили протестувальники, незгодні з результатами парламентських виборів, що відбулися в країни 4 жовтня. Силовики, які охороняють ДКНБ, самі вийшли з піднятими руками, сказавши, що вони із народом. 4 жовтня відбулись сутички, внаслідок яких близько 130 людей госпіталізовані з різними травмами.
10 січня 2021 року у країні пройшли вибори президента. На них зі значним відривом переміг Садир Жапаров.
11 квітня 2021 року відбулись місцеві вибори та голосування щодо змін до Конституції, за якими посилюється влада Президента та створюється особливий дорадчий орган — курултай.

## Державні символи

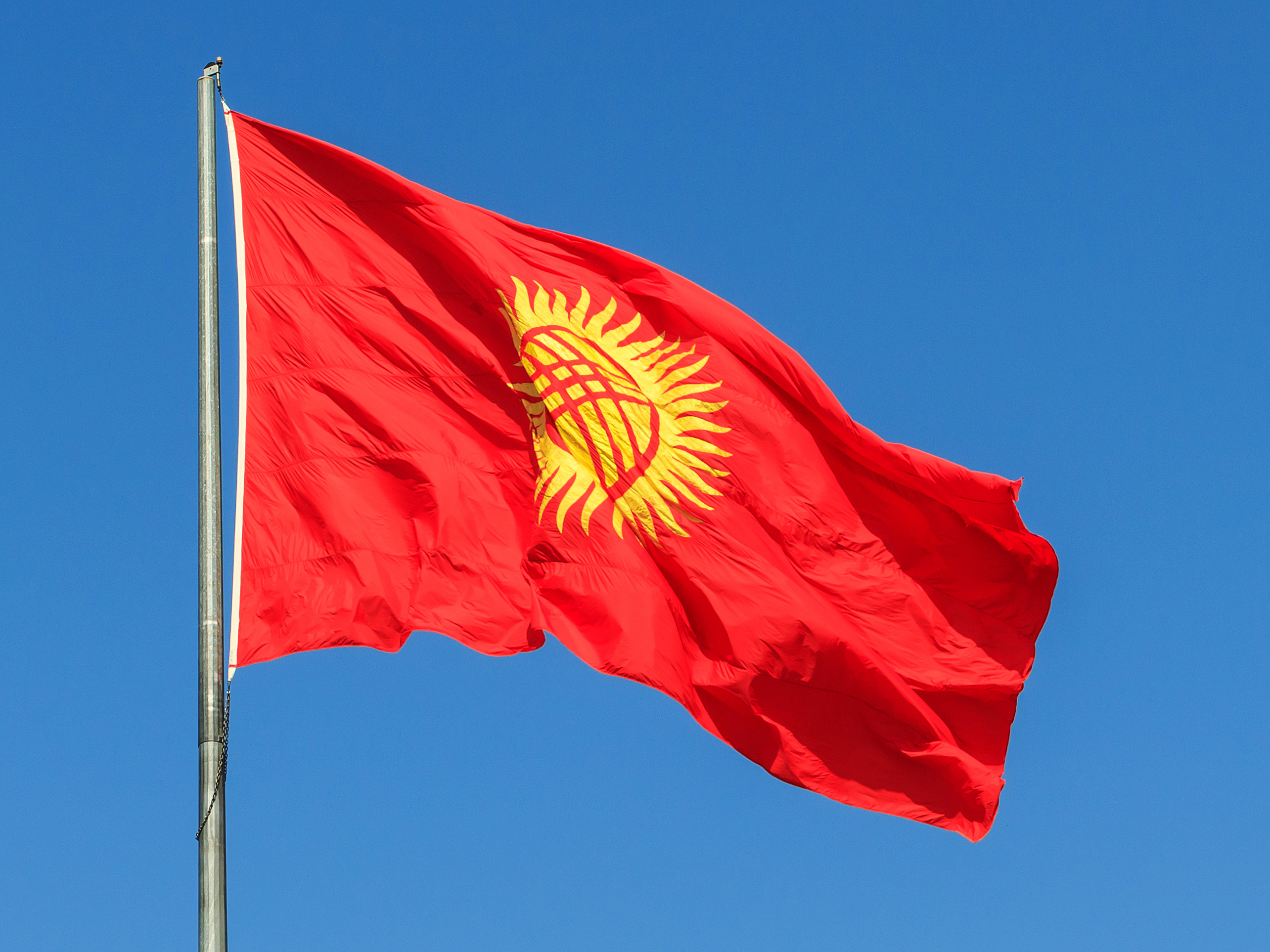
Прапор Киргизстану

Прапор Киргизстану затверджено 3 березня 1992 року постановою Верховної Ради Республіки Киргизстан. Прапор Киргизстану є червоним прямокутним полотном, у центрі якого розташовано зображення круглого сонячного диску з 40 променями золотистого кольору, що рівномірно розходяться. Всередині сонячного диску червоним кольором зображено тюндюк киргизької юрти. Ширина прапора становить три п'ятих його довжини. Діаметр сонячного диску з променями складає три п'ятих його ширини. Співвідношення сонячного та променистого дисків — три до п'яти. Діаметр тюндука складає половину діаметра променистого диску.
Герб Киргизстану було затверджено 14 січня 1994 року.
Державний гімн Киргизької Республіки було прийнято 18 грудня 1992 року.
Автори музики державного гімну Киргизстану— Насир Давлесов та Калия Молдобасанов, автори слів — Джаліл Садиков, Шабданбек Кулуєв.

## Адміністративний поділ

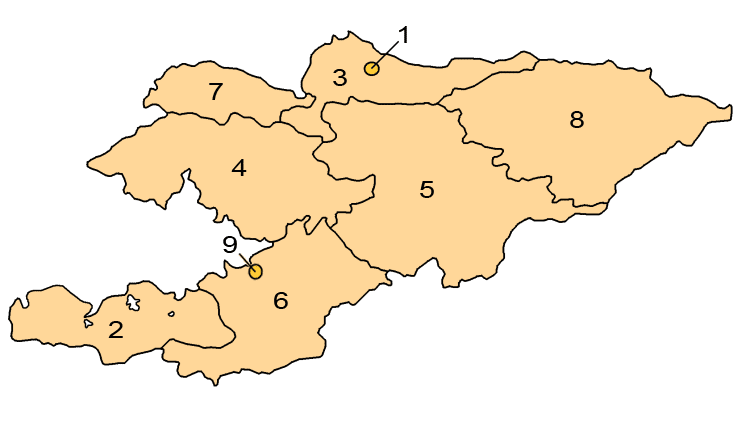
Провінції Киргизстану

1. Бішкек
2. Баткенська область
3. Чуйська область
4. Джалал-Абадська область
5. Наринська область
6. Ошська область
7. Таласька область
8. Іссик-Кульська область
9. Ош

## Політика та державний устрій
Державний устрій Киргизської Республіки визначається Конституцією, яка була прийнята 27 червня 2010 року. У ній не вказана форма правління Киргизської Республіки. Де-факто це парламентсько-президентська республіка.
Парламент Республіки — Жогорку Кенеш (кирг. Жогорку Кенеш) — має пріоритет рішення та ухвалення найважливіших рішень і політики держави, є однопалатним і складається з 120 депутатів, що обираються строком на п'ять років за партійними списками.
Вибори нового парламенту за новою Конституцією пройшли 10 жовтня 2010 Депутати минулого скликання були розпущені 7 квітня, після державного перевороту.
Президент обирається всенародним голосуванням строком на 6 років, без права переобрання на другий термін. Одна і та ж особа не може бути обрана Президентом двічі. Вибори Президента Киргизької Республіки відбулися 30 жовтня 2011. Президент Роза Отунбаєва склала свої повноваження 1 грудня 2011 року. Новим Президентом Киргизької Республіки обраний Алмазбек Атамбаєв.
Глава уряду — прем'єр-міністр, призначається парламентом за поданням парламентської фракції більшості (депутатів від політичної партії, що отримала понад 50 відсотків мандатів).
Киргизстан — держава центрально-азійського регіону, розташування якої має важливе геополітичне і геоекономічне значення як моста, що пов'язує, між Заходом і Сходом, а також Північчю і Півднем.
Наразі Киргизька Республіка політично, економічно, етноісторично перебуває між комуністичним минулим і демократичним майбутнім. Цей період класифікується як посткомуністичне суспільство.
Революція у Киргизстані, що відбулася у квітні 2010 року, почалася масовими заворушеннями у вівторок 6 квітня 2010 року у місті Таласі, які наступного дня поширилися на решту території країни. Внаслідок революції уряд Даніяра Усенова пішов у відставку.

## Міжнародна політика Киргизстану

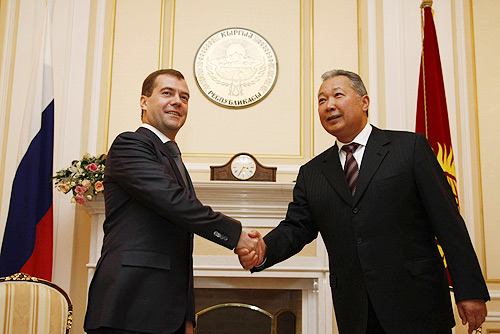
Президент Курманбек Бакієв (праворуч) і Дмитро Медведєв, 2008

Киргизстан, як і інші держави Центральної Азії, є місцем сходження чотирьох культурно-цивілізаційних пластів: європейського, опосередкованого через Росію, арабо-мусульманського, перського та китайського. Ця обставина, з одного боку, створює сприятливі передумови для розвитку двосторонньої і багатосторонньої співпраці на різних напрямках, а з іншої — обумовлює необхідність проведення гнучкої і збалансованої зовнішньої політики.
Киргизстан активно розвиває дипломатичні та інші відносини з більшістю держав світу. Практичну спрямованість і осмислений зміст приймає співпраця країни з міжнародними глобальними і регіональними організаціями. Збагачується і набуває цільового призначення і системного забезпечення зовнішньополітична діяльність Киргизької Республіки.
Міжнародні зв'язки Киргизстан почав налагоджувати з набуттям незалежності — за цей час він став членом ООН, СОТ, ОБСЄ, ЮНЕСКО, СНД, ОДКБ, ШОС, Організації Ісламського співробітництва, Організації Економічного Співробітництва, Ради Співробітництва Тюркомовних держав, співпрацює з Митним союзом, Євразійського економічного співробітництва.

## Економіка

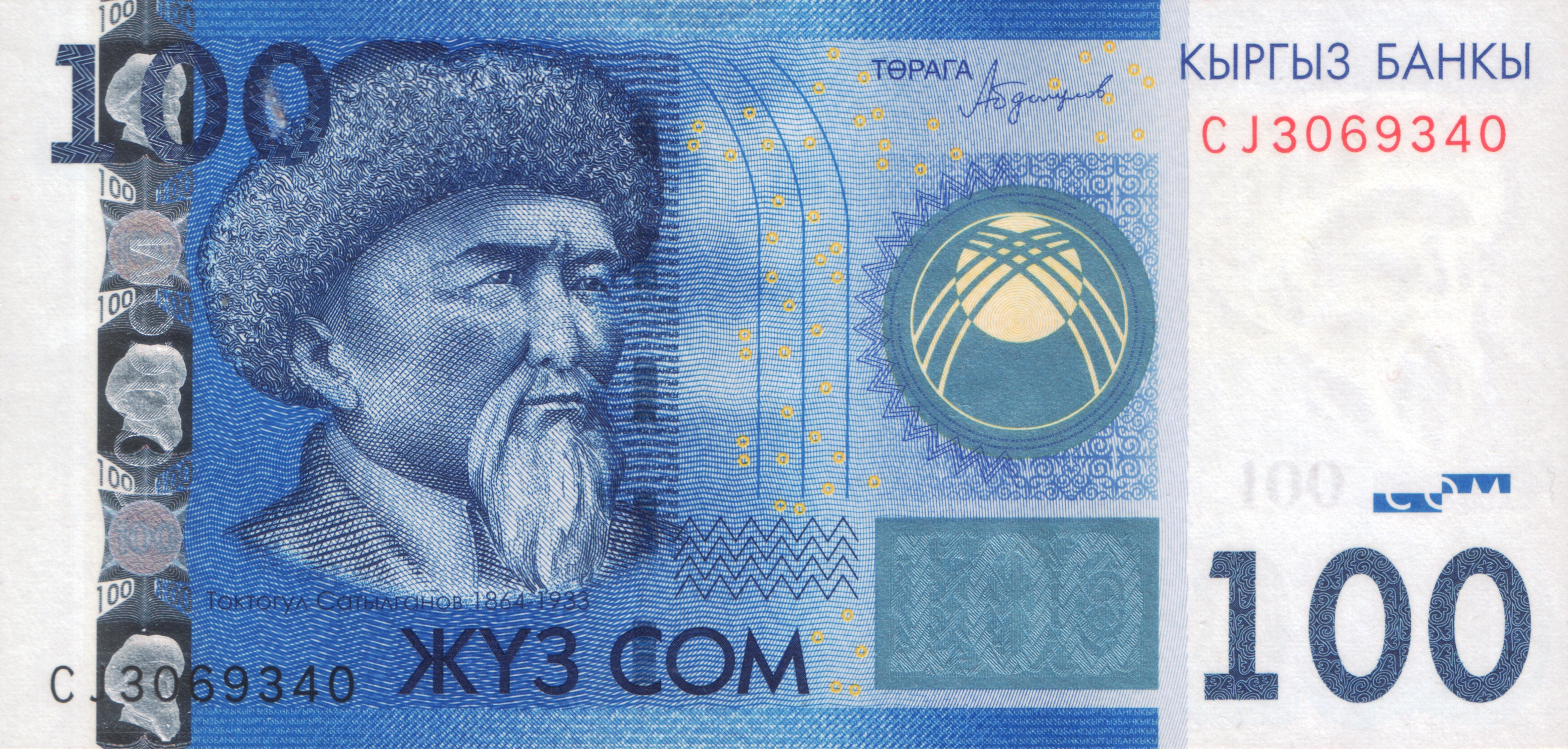
Киргизький сом

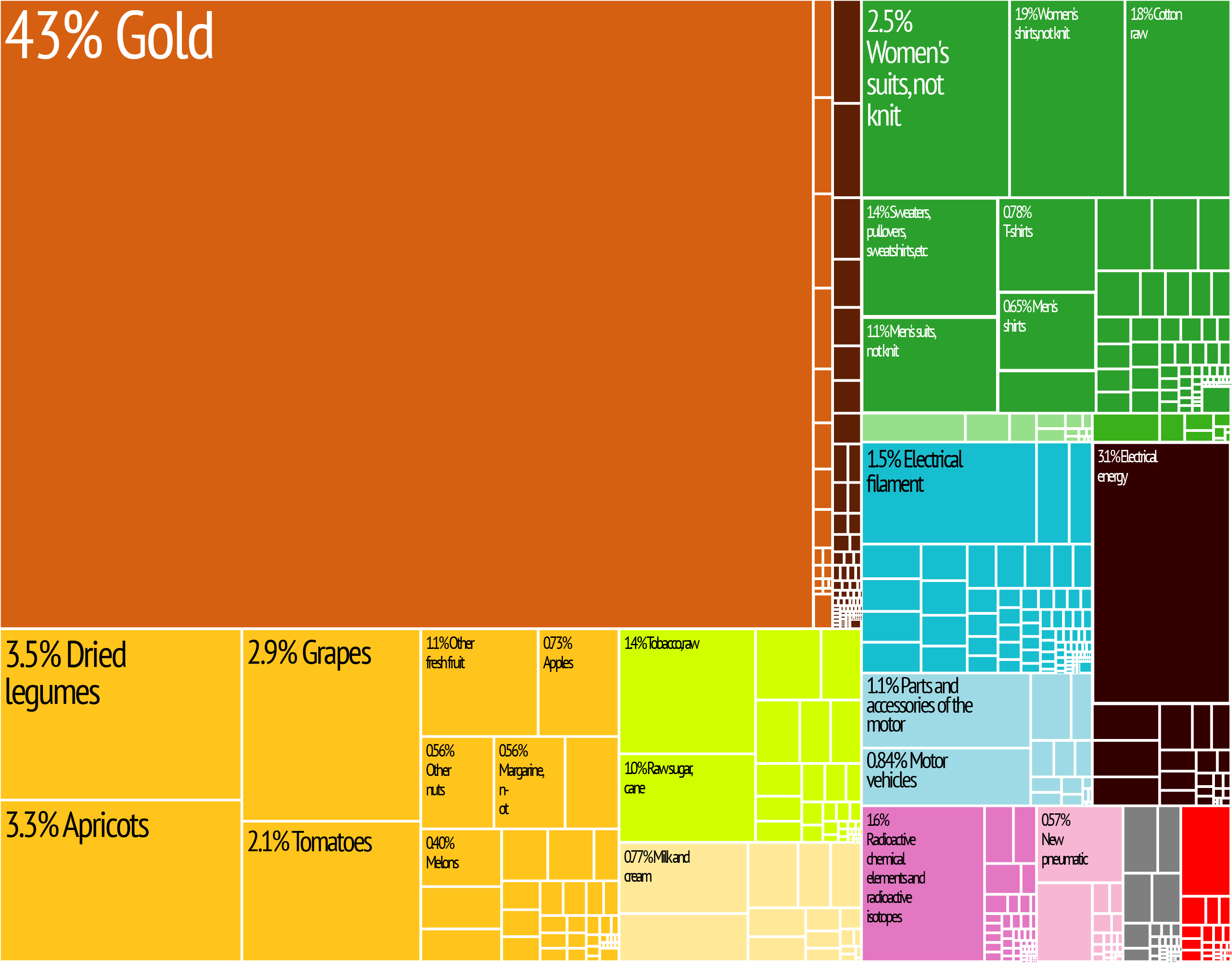
Експорт Киргизстану

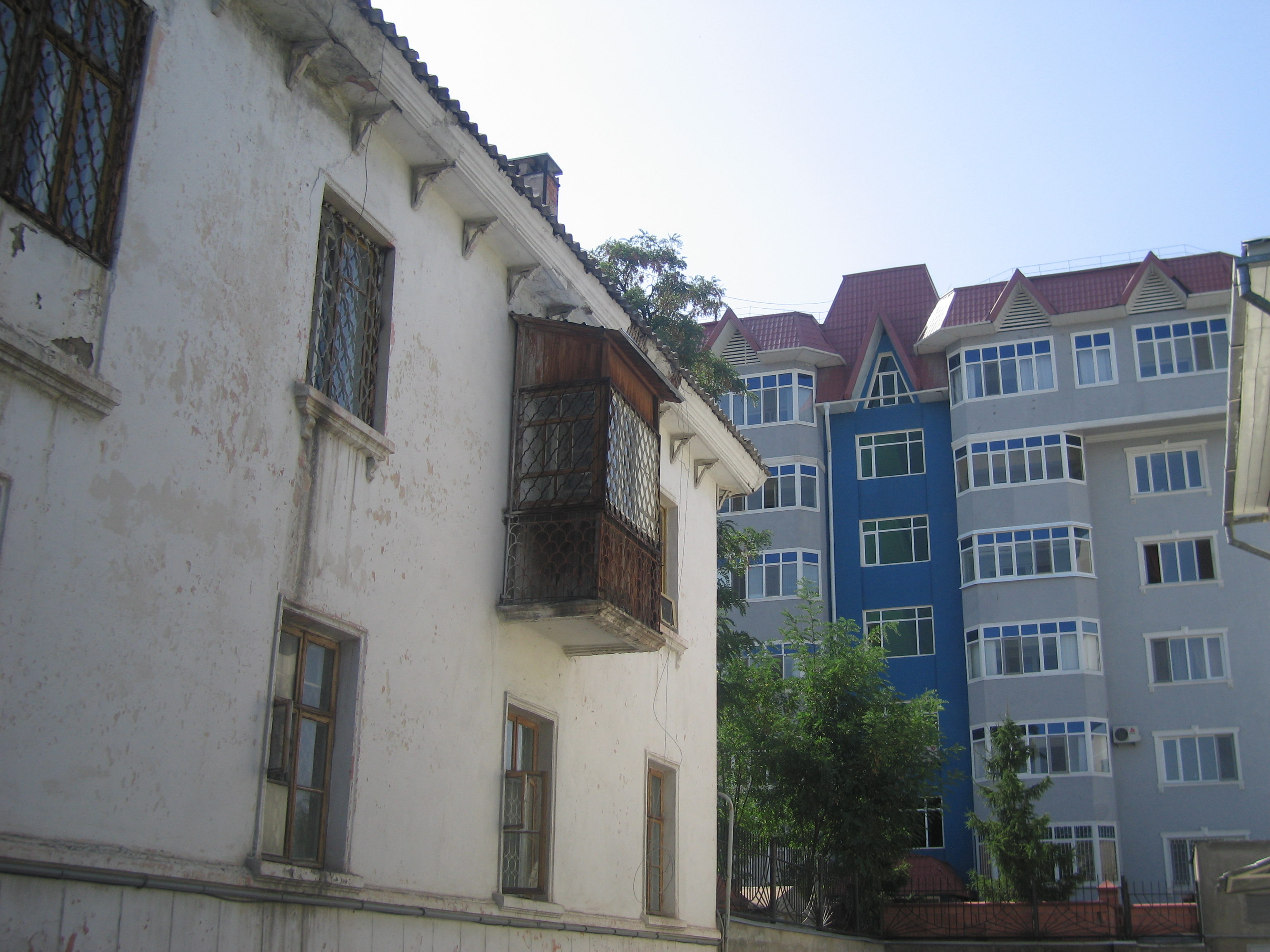
Старі і нові Бішкекські будівлі, 2009

Після проголошення незалежності у 1991 економіка Киргизстану стала на шлях ринкових перетворень. За радянської влади Киргизстан переважно був джерелом сировини, яка відправлялася на переробку до інших регіонів СРСР. До кінця 1991 республіка не могла самостійно експортувати і імпортувати товари і вступати в економічні зносини з іншими країнами. Перехід до ринкової економіки виявився важким. Внаслідок дефіциту ресурсів, інфляції і поганої організації праці національний прибуток знизився в 1992 на 26 % у порівнянні з 1991, промислове виробництво впало на 27 %, а сільськогосподарське — на 14 %. У 1993—1994 рр. виробництво продовжувало падати.
Національний банк Киргизької Республіки — центральний банк Киргизстану. Киргизстан був другою бідною країною в колишньому Радянському Союзі, і сьогодні є другою найбіднішою країною в Центральній Азії. Згідно CIA World Factbook, в 2011 р. одна третина населення країни живе за межею бідності.За даними ПРООН, рівень бідності продовжує зростати: якщо у 2009 р. 31 % населення жив нижче рівня бідності, в 2011 р. цей показник зріс до 37 %.
Незважаючи на підтримку великих західних кредиторів, у тому числі Міжнародного валютного фонду (МВФ), Світового банку та Азійського банку розвитку, Киргизстан відчув великі економічні труднощі з настанням доби незалежності. Спочатку це було результатом розпаду радянського торгового блоку і, як наслідок, втрати ринків, що ускладнювало перехід республіки до ринкової економіки.
Уряд скоротив витрати, зменшив більшість цінових субсидій і представив податок на додану вартість. Урядовці прагнули через економічну стабілізацію створити модель довгострокового стійкого зростання. Попри суперечливість цього шляху реформи призвели до приєднання Киргизстану до Світової організації торгівлі 20 грудня 1998 р.
Економіка Киргизстану серйозно постраждала від розпаду Радянського Союзу і в результаті втрати великого радянського ринку. У 1990 р. близько 98 % експорту Киргизстану відправлялися в інші частини СРСР. Таким чином, економічні показники країни на початку 1990-х були гірші, ніж в інших колишніх радянських республіках, крім зруйнованої війною Вірменії, Азербайджану та Таджикистану, а заводи і радгоспи розвалилися зі зникненням їх традиційних ринків. У той час як економічні показники значно покращилися в останні кілька років, і, зокрема з 1998 р., труднощі акумулювалися у реформуванні адекватних податкових надходжень і соціального забезпечення. Грошові перекази 800 тис. киргизьких мігрантів, які працюють у Росії, складали 40 % ВВП Киргизстану.
Киргизстан — індустріально-аграрна країна. Основні галузі промисловості: дрібне машинобудування, текстильна, харчова, цементна, взуттєва, холодильного обладнання, моторобудівна, гірнича. Основний вид транспорту — автомобільний. Є трубопровідний та залізничний, але через гірський рельєф розвиток їх обмежений. Протяжність автошляхів — бл. 40 тис. км. Судноплавство по оз. Іссик-Куль. Між Бішкеком (з аеропорту «Манас») і обласними центрами підтримується повітряне сполучення.
Основне джерело електроенергії — ГЕС. Енергії, яку виробляють в країні досить для задоволення потреб власної важкої промисловості і експортного постачання.
Сільське господарство є важливим сектором економіки в Киргизстані. У 2002 році частка сільського господарства складала 35,6 % ВВП і близько половини зайнятості. Місцевість Киргизстану гориста, що вміщує тваринництво, найбільший сектор сільськогосподарської діяльності, тому в результаті шерсть, м'ясо і молочні продукти є основними товарами. Основні сільськогосподарські культури включають пшеницю, цукровий буряк, картоплю, бавовну, тютюн, овочі та фрукти. Оскільки ціни на імпортні агрохімікати та нафту високі, господарство здебільшого ведеться вручну і на коні, як це було кілька поколінь тому. Переробка сільськогосподарської продукції є ключовим компонентом промислової економіки, а також одним з найбільш привабливих секторів для іноземних інвестицій.
Кооператив «Інтергельпо» з  Чехословаччини, що у 20-х роках XX століття за домовленістю з радянською владою прибув до Киргизії, заклав фундамент промисловості республіки. У 1930 році на частку „Інтергельпо“ припадало 45 % всієї промисловості республіки. Серед іншого, інтергельповці побудували в Киргизії: у 1925 електростанцію, в 1927 текстильну фабрику, в 1928 плавильний цех, а також: меблевий цех, лікарні, продовжили залізницю, столярні майстерні, шкіряний завод, побудували тодішню резиденцію уряду Киргизії. Механічні майстерні «Інтергельпо» згодом стали заводом імені Фрунзе.
У 2002 році частка сільського господарства складала 35,6 % ВВП і близько половини зайнятості. Місцевість Киргизстану гориста, що вміщує тваринництво, найбільший сектор сільськогосподарської діяльності, тому в результаті шерсть, м'ясо і молочні продукти є основними товарами. Основні сільськогосподарські культури включають пшеницю, цукровий буряк, картоплю, бавовну, тютюн, овочі та фрукти. Оскільки ціни на імпортні агрохімікати та нафту високі, господарство здебільшого ведеться вручну і на коні, як це було кілька поколінь тому. Переробка сільськогосподарської продукції є ключовим компонентом промислової економіки, а також одним з найбільш привабливих секторів для іноземних інвестицій.
Киргизстан багатий на мінеральні ресурси, але має незначні запаси нафти і природного газу, тому імпортує їх. Серед запасів корисних копалин є істотні поклади кам'яного вугілля, золота, урану, сурми та інших цінних металів. Металургія є важливою галуззю, і уряд сподівається залучити іноземні інвестиції сюди. Уряд активно заохочує іноземну участь у видобутку і переробці золота з золоторудного родовища Кумтор та в інших регіонах. Рясні водні ресурси країни і гірська місцевість дозволяють виробляти і експортувати великі обсяги гідроелектроенергії.

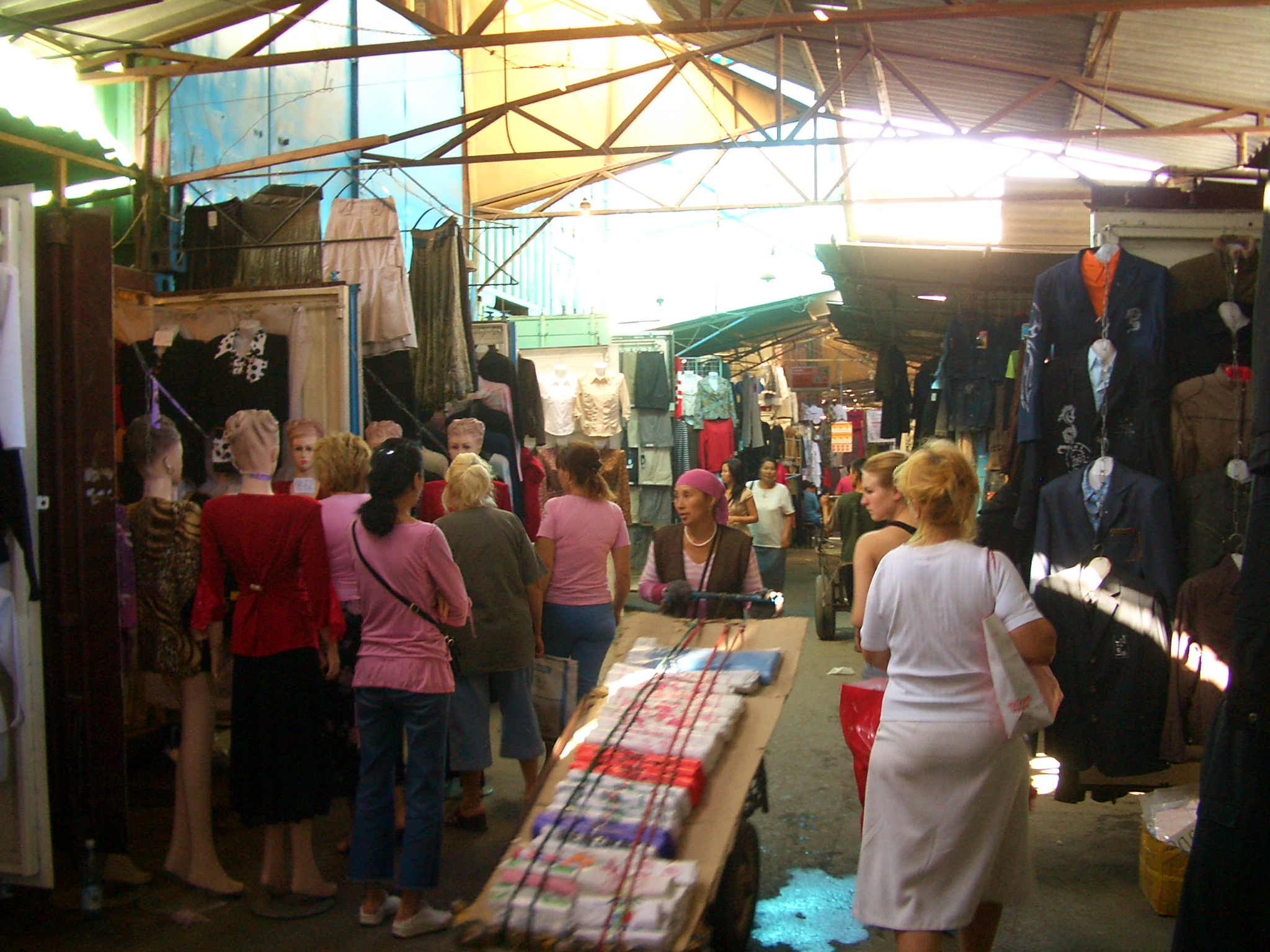
Базар Дордой

На місцевому рівні економіка, насамперед, кіоскова у природі. Велика кількість місцевої торгівлі відбувається на базарах і в невеликих сільських кіосках у регіонах країни. Значна частина торгівлі є нерегульованою. Існує також брак загальних повсякденних споживчих товарів у віддалених селах. Таким чином, велика кількість будинків досить самодостатня по відношенню до харчової продукції. Існує чітка диференціація між міською і сільською економікою.
Основними статтями експорту є кольорові метали і мінерали, вовняні товари та інші сільськогосподарські продукти, електроенергія і деякі інженерні товари. Імпорт включає нафту і природний газ, чорні метали, хімікати, обладнання, деревину і папір, деякі продукти і деякі будівельні матеріали. Провідні торгові партнери: Німеччина, Росія, Китай, Казахстан і Узбекистан.
Відносно телекомунікаційної інфраструктури Киргизька Республіка посідає останнє місце в Центральній Азії.

### Валюта
Національною валютою Киргизстану є сом. Він поділяється на сто тійінам. Сом представлений банкнотами номіналом 1, 5, 10, 20, 50, 100, 200, 500, 1000 та 5000 сомів. Розмінні монети представлені номіналами 1, 10 та тійінамів.

### Туризм

#### Пам'ятки
Киргизстан — гірська країна, на території якої зосереджено велику кількість різноманітних пам'яток.
Основними пам'ятками природи, історії та культури Киргизстану, які приваблюють в країну туристів є:
- Озеро Іссик-Куль, яке входить у число 25 найбільших озер світу за площею та є на 7 місці у списку найглибших озер світу. Іссик-Куль друге за прозорістю води в світі після Байкалу.
- Арсланбоб — це квітуча оаза на висоті 1600 м над рівнем моря та один з найкрасивіших курортів, який розташовано на півдні Киргизстану. Його основна принада — єдині на світі горіхоплодні ліси.
- Сулайман-Тоо — гора, яка являє собою п'ятиголовий вапняковий останець, витягнутий з заходу на схід довжиною понад 1140 м та шириною 560 м. Вона здавна мала сакральне значення свідченням чого є петрогліфи, що збереглися. Сулайман-Тоо включена у список Світової спадщини ЮНЕСКО.
- Ущелина Джеті-Огуз або Скелі Семи Биків — мальовнича гірська ущелина розташована у 28 км на захід від міста Каракол на південному березі Іссик-Кулю. В ущелині на висоті 2200 м розташовано однойменний курорт, відомий своїми лікувальними геотермальними джерелами.
- Бурана — городище, назва якого пішла від башти Бурана у 12 км від міста Токмак. Це одна з видатних пам'яток Середньої Азії 10—11 століття.
- Таш-Рабат — одна з головних архітектурних пам'яток Киргизстану, яка датується 15 століттям. У середньовіччі фортеця Таш-Рабат виконувала функції караван-сараю на Великому шовковому шляху.
- Озеро Сари-Челек — красиве високогірне озеро на заході держави площею 507 га, розташоване на висоті 1940 метрів над рівнем моря. Його глибина досягає 234 метри.
- Озеро Сонг-Куль розташовано на висоті 3016 метрів над рівнем моря у Тянь-Шаньських горах. Це найбільше природне прісноводне озеро Киргизстану, площа якого складає 278 км² при довжині 29 та ширині 18 км, а глибина становить 22 метри.[13]

## Демографія

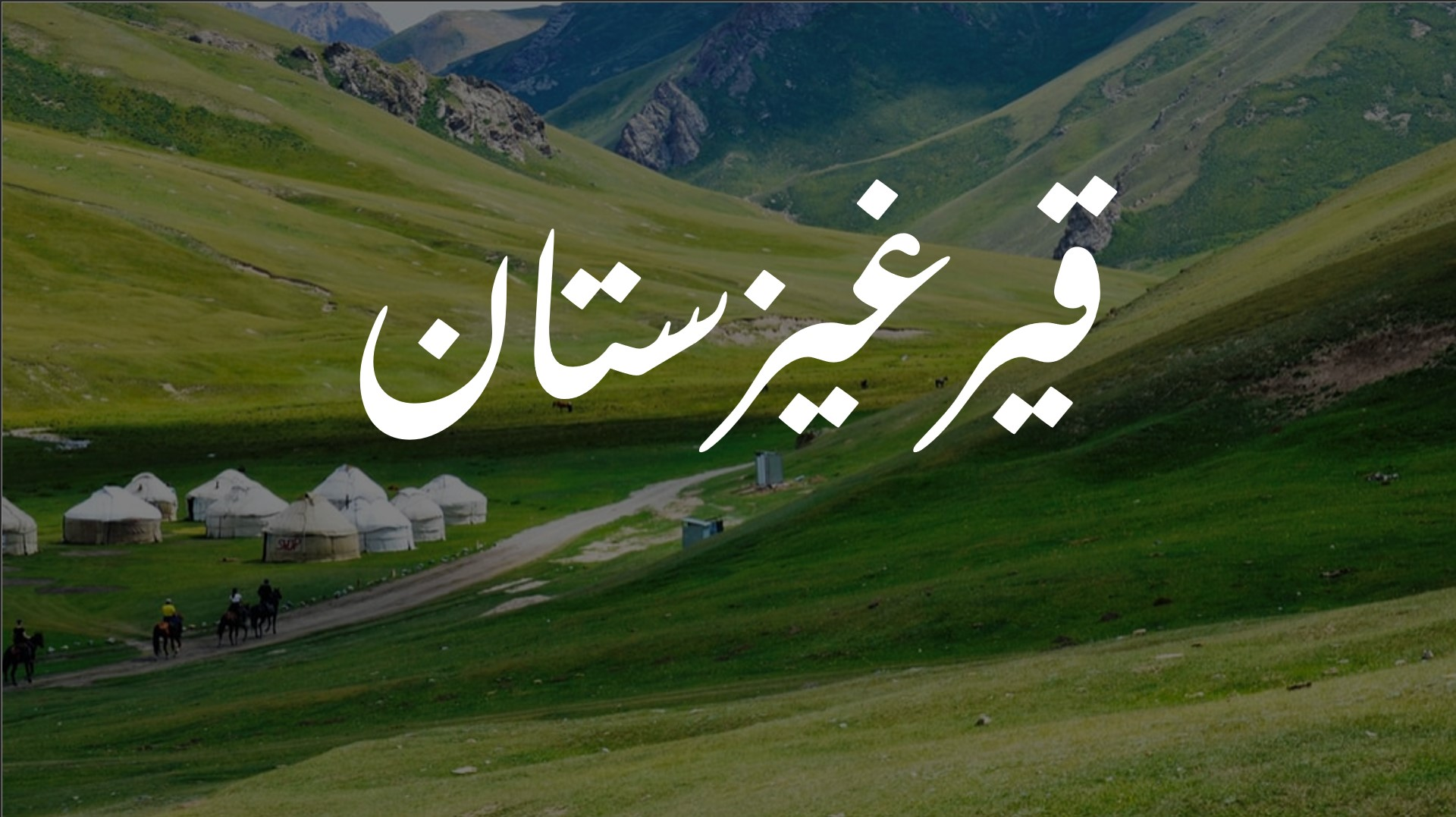
Назва «Киргизстан» традиційним письмом, що використовувалося з XIII ст. до 1920 року

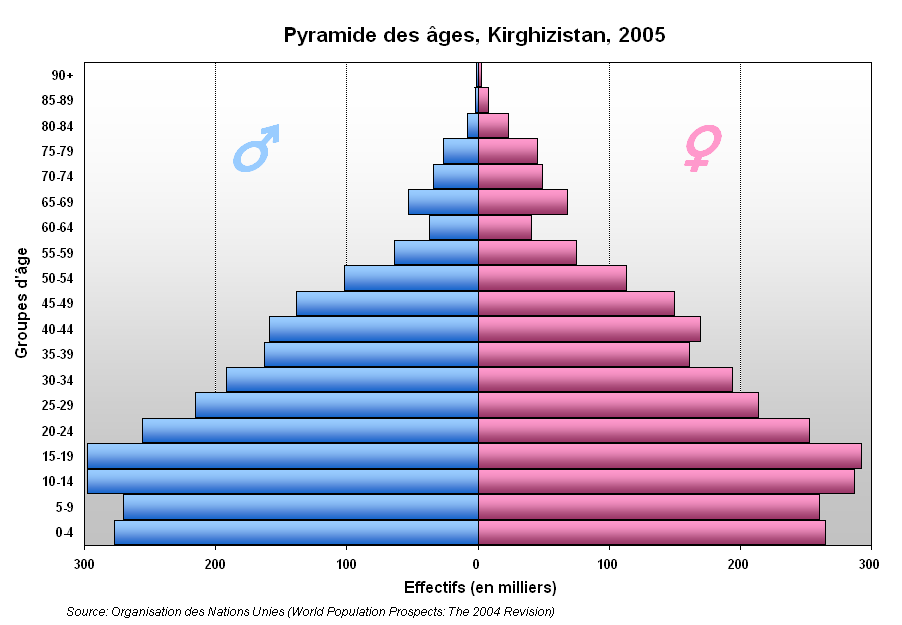
Піраміда населення Киргизстану (2005)

| Населення Киргизстану | Населення Киргизстану | Населення Киргизстану | Населення Киргизстану | Населення Киргизстану |
| --------------------- | --------------------- | --------------------- | --------------------- | --------------------- |
|                       |                       |                       |                       |                       |
| Мусульмани            | Мусульмани            |                       | 80%                   | 80%                   |
| Християни             | Християни             |                       | 17%                   | 17%                   |
| інші                  | інші                  |                       | 3%                    | 3%                    |

### Мови
Киргизстан є однією з двох колишніх радянських республік у Центральній Азії, що встановили російську мову як офіційну. Киргизстан став двомовною країною у вересні 1991 р.
Киргизька мова належить до гілки тюркських мов кипчацької групи, споріднена з казахською, каракалпацькою та ногайською. До 1920-х років використовували арабську абетку. У 1928 році представлена і адаптована латинська абетка, яку в 1941 р. замінено кирилицею.
За даними перепису 2009 року 4,1 млн людей назвали киргизьку рідною чи другою мовою і 2,5 млн — російську. Узбецька мова є другою найпоширенішою рідною мовою, а потім російська. Російська мова є найпоширенішою другою мовою, потім киргизька, узбецька й англійська.
Багато бізнесменів і політиків послуговуються російською мовою. До недавнього часу киргизька залишалася розмовною мовою вдома і рідко використовувалася під час зустрічей або інших заходів. Проте парламентські зустрічі нині здебільшого ведуться киргизькою, з синхронним перекладом, доступним для тих, хто киргизькою не розмовляє.
| Мова            | Рідна мова | Друга мова | Загальна кількість носіїв |
| --------------- | ---------- | ---------- | ------------------------- |
| Киргизька мова  | 3 830 556  | 271 187    | 4 121 743                 |
| Російська мова  | 482 243    | 2 109 393  | 2 591 636                 |
| Узбецька мова   | 772 561    | 97 753     | 870 314                   |
| Англійська мова |            | 28 416     | 28 416                    |
| Французька мова |            | 641        | 641                       |
| Німецька мова   |            | 10         | 10                        |
| Інші            | 277 433    | 31 411     |                           |

### Релігія в Киргизстані
Мусульмани-суніти становлять майже 83 % населення. Наступна за чисельністю релігійна група — християни (15 %), найперше вірні РПЦ, а також німці, які поділяються на католиків та лютеран. Незначний відсоток населення сповідує буддизм та юдаїзм. Якщо в часи СРСР к Киргизстані діяло 39 мусульманських мечетей та 25 храмів РПЦ, то на кінець 2008 року було зареєстровано 1338 мечетей та понад 40 храмів РПЦ, а також 200 молільних будинків різних християнських конфесій.

## Культура

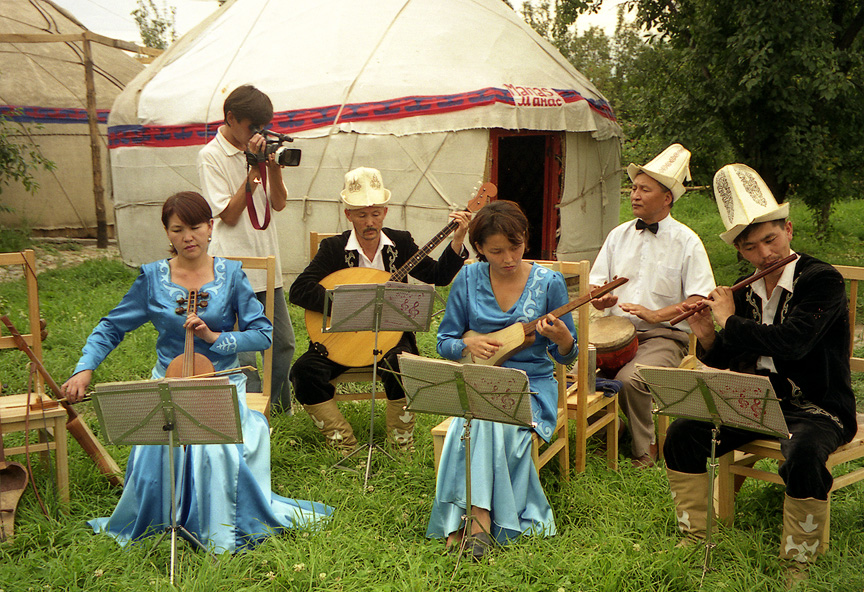
Традиційна киргизька музика

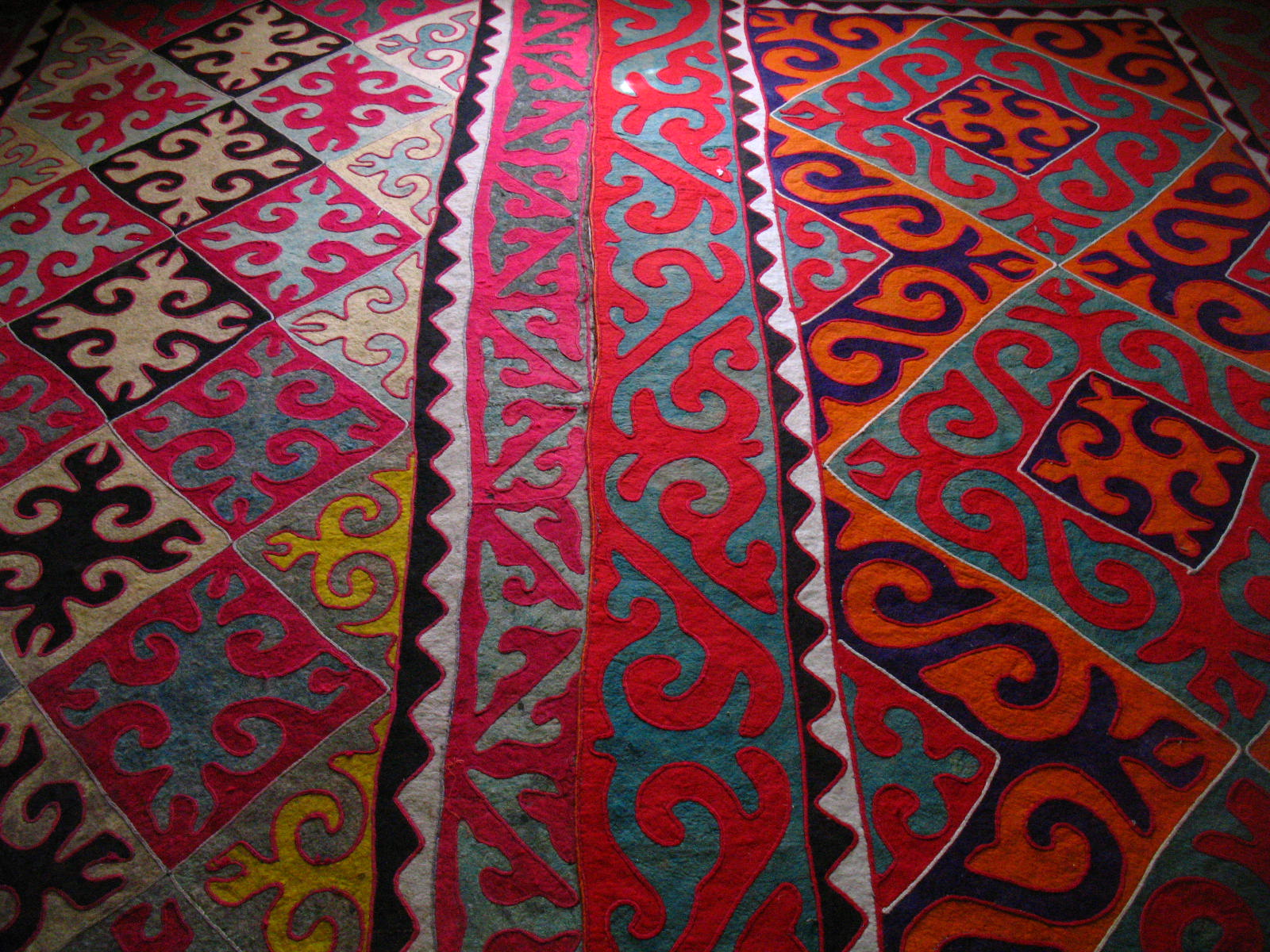
Народне ремесло Киргизстану

### Національний епос«Манас»
Національний епос «Манас» має тисячолітню історію і являє собою трилогію, що побудована за принципом генеалогічної циклізації. Епос описує всі сторони життя киргизького народу. Зараз нараховується 35 записаних варіанті епосу «Манас», які відрізняються своєю повнотою. На центральній площі Бішкеку відкрито пам'ятник Манасу, також 28 червня 2011 року ухвалено закон про епос «Манас».

### Киргизька кухня
Киргизи дотримуються трьох основних типів харчування: досить одноманітний раціон киргизів-кочівників (м'ясо, молочні продукти, хліб), калорійна їжа осілих тюркських народів (узбеків та уйгурів), до якої належать такі страви, як плов, бешбармак, димдама, кебаб, локшина та паста, тушене м'ясо, здоба та інші борошняні вироби; страви, що прийшли з сусідніх південних країн (Іран, Індія, Пакистан, Китай збагачені приправами та травами).
Киргизька кухня дуже калорійна. Кочовий спосіб життя киргизів не дозволяв їм займатись вирощуванням фруктів та овочів, тому основною їжею віддавна є м'ясо (баранина, конина та яловичина), хліб та кисломолочні продукти.

### Музеї Киргизстану
- Державний історичний музей Киргизької Республіки (м. Бішкек)
- Ошський об'єднаний історично-культурний музей-заповідник
- Будинок-музей А. Токомбаєва
- Меморіальний музей М. М. Пржевальського
- Літературний музей імені Токтогула
- Музей Ч. Айтматова (Таласька обл.)

### Театри Киргизстану
Киргизький державний театр було створено 1930 року на базі театральної студії. 1935 р. була створена трупа Російського Драматичного театру, а наступного року — трупа Киргизького театру. 1938 року у Бішкеку був відкритий перший Театр Ляльок. Загалом у Киргизії працює 9 драматичних театрів, 6 музичних театрів, 2 лялькових театри, 3 філармонічних концертних закладів та цирк.

### Періодична преса
Виникнення друкованої преси на території країни припадає на 1913 р., коли почав виходити журнал «Пржевальский сельский хозяин» (16—18 сторінок, наклад 1 тис. примірників), всього вийшло 4 числа. У 1914 р. у місті Пішпек (нині — Бішкек) видавався рекламно-інформаційний «Пишпекский бюллетень».
1978 року у Киргизії видано 1119 назв книг та брошур тиражем 8,7 млн прим. у тому числі 464 — киргизькою мовою тиражем 4,1 млн прим, виходило 34 журнали та інші періодичні видання річним тиражем 32,8 млн прим., 107 газет річним тиражем 233 млн прим. З 1936 року працює Киргизьке телеграфне агентство (КирТАГ). У 931 у м. Фрунзе (суч. Бішкек) почалися перші радіопередачі, з 1958 року працює Фрунзенський телецентр, який веде програми киргизькою, російською, німецькою та дунганською мовами.
У 2010 р. у Киргизстані зареєстровано понад 400 друкованих видань, з яких більш-менш періодично виходить трохи більше половини. Серед найпопулярніших — суспільно-політичні «Вечерний Бишкек», «Дело №…», «Лица», «МСН», «Слово Кыргызстана», «Общественный рейтинг», «Агым», «Аалым», «Кыргыз Руху», місцеві версії російських брендів — «Московский Комсомолец Кыргызстан», «Комсомольская правда Кыргызстан», «Аргументы и факты в Кыргызстане», розважальні — «Супер-Инфо» (найвищий наклад — до 90 тис.) «Совершенно не секретно», «Преступление и наказание», «Тамчы», «Кирпи», рекламно-інформаційні «Автогид», «Витрина», «Алло реклама», видання національних меншин — єврейська газета «Мааян», узбецька — «Diydor», таджицька — «Паёми Ала-Тоо», уйгурська — «Иттипак», корейська — «Ильчи», турецько-азербайджанська — «Turkel», турецька — «Zaman Кыргызстан», дунганська — «Хуэймин бо», видання Середньоазійської єпархії РПЦ «Православный мир» тощо.

## Свята
- 1 січня — Новий рік
- 7 січня — Різдво
- 23 лютого — День захисника Вітчизни
- 8 березня — Міжнародний жіночий день
- 21 березня — Народне свято Нооруз
- 1 травня — День праці
- 5 травня — День Конституції
- 9 травня — День Перемоги
- 31 серпня — День Незалежності
- 7 листопада — День Великої Жовтневої соціалістичної революції